# 선종 무문관
"선종 무문관"은 2018년에 개봉한 대한민국의 영화이다.

## 캐스팅
- 우상전
- 고동업
- 안홍진
- 조용주
- 송유담
- 임대혁
- 조석준
- 강서희
- 최민재
- 손영순
- 고성
- 정관스님 (특별출연)
- 슬해스님 (특별출연)